# چارلز بولن
سر چارلز بولن نشان حمام انجمن سلطنتی ولفی (۱۷۶۹ سپتامبر ۱۰–۲ ژوئیه ۱۸۵۳) یک افسر نیروی دریایی بسیار کارآمد بود که در نیروی دریایی سلطنتی در طی جنگهای انقلابی و ناپلئونی فرانسه خدمت کرد.

## اوایل زندگی
چارلز بولن در نیوکاسل در سال ۱۷۶۹ به دنیا آمد اما بیشتر دوران کودکی خود را در ویموث، دورست، به سر برد. پدر او، جان بولن، نیز در نیروی دریایی سلطنتی در ایستگاه آمریکای شمالی بین سالهای ۱۷۷۹ و ۱۷۸۱ خدمت کرده‌است. چارلز وقتی فقط ۱۰ سال داشت به صورت داوطلبانه به اچ‌ام‌اس پیوست.